# Вуэ (коммуна)
Вуэ́ (фр. Voué) — коммуна во Франции, находится в регионе Шампань — Арденны. Департамент — Об. Входит в состав кантона Арси-сюр-Об. Округ коммуны — Труа.
Код INSEE коммуны — 10442.
Коммуна расположена приблизительно в 140 км к востоку от Парижа, в 60 км южнее Шалон-ан-Шампани, в 19 км к северу от Труа.

## Население
Население коммуны на 2008 год составляло 548 человек.
| 1962 | 1968 | 1975 | 1982 | 1990 | 1999 | 2008 |
| ---- | ---- | ---- | ---- | ---- | ---- | ---- |
| 311  | 314  | 280  | 373  | 383  | 428  | 548  |

## Экономика

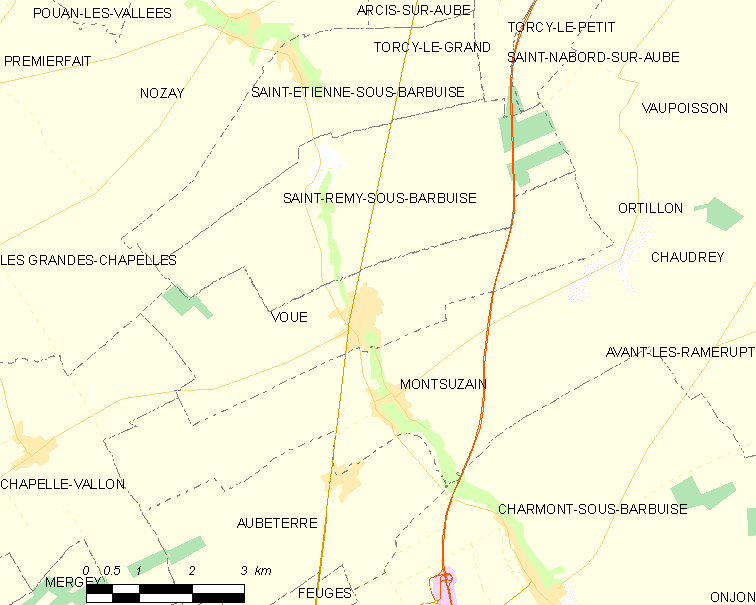
Карта коммуны

В 2007 году среди 350 человек в трудоспособном возрасте (15—64 лет) 288 были экономически активными, 62 — неактивными (показатель активности — 82,3 %, в 1999 году было 71,6 %). Из 288 активных работали 269 человек (148 мужчин и 121 женщина), безработных было 19 (8 мужчин и 11 женщин). Среди 62 неактивных 20 человек были учениками или студентами, 31 — пенсионерами, 11 были неактивными по другим причинам.

## Достопримечательности
- Церковь Успения Богоматери (XVI век). Памятник истории с 1913 года[3]